# Armen Martirosyan
Armen Martirosyan (Armeens: Արմեն Մարտիրոսյան) (Leninakan, 6 augustus 1979) is een voormalige Armeens atleet, die gespecialiseerd was in het hink-stap-springen. Driemaal nam hij deel aan de Olympische Spelen, maar bleef medailleloos.

## Loopbaan
In 1995 deed Martirosyan voor het eerst van zich spreken. Op de wereldindoorkampioenschappen van 1995 in Barcelona behaalde hij met een sprong van 16,37 m een negende plaats. Op de universiade van datzelfde jaar in Fukuoka veroverde hij de zilveren medaille.
Een jaar later nam Martirosyan voor het eerst deel aan de Olympische Spelen. Op de Olympische Spelen in Atlanta eindigde hij met een sprong van 16,97 op een vijfde plaats. Datzelfde jaar veroverde hij een bronzen medaille op de Europese indoorkampioenschappen.
Op de Olympische Spelen van 2000 in Sydney geraakte Armen Martirosyan met een beste sprong van 14,95 niet door de kwalificaties van het hink-stap-springen. Hij eindigde als 35e. Vier jaar later, op de Olympische Spelen van 2004 in Athene was hem eenzelfde lot beschoren: ditmaal sprong hij 15,05, maar ook nu overleefde hij de kwalificatieronde niet en eindigde hij op een 43e plaats.

## Persoonlijke records
Outdoor
| Onderdeel          | Prestatie    | Datum        | Plaats  |
| ------------------ | ------------ | ------------ | ------- |
| verspringen        | 8,20 m       | 17 juli 1994 | Gjoemri |
| hink-stap-springen | 17,41 m (NR) | 5 juni 1998  | Gjoemri |

Indoor
| Onderdeel          | Prestatie    | Datum           | Plaats  |
| ------------------ | ------------ | --------------- | ------- |
| hink-stap-springen | 17,21 m (NR) | 17 januari 1999 | Jerevan |

## Prestaties
| Jaar | Wedstrijd   | Plaats    | Resultaat | Onderdeel          | Tijd    |
| ---- | ----------- | --------- | --------- | ------------------ | ------- |
| 1995 | WK indoor   | Barcelona | 5e        | hink-stap-springen | 16,37 m |
|      | Universiade | Fukuoka   | 2e        | hink-stap-springen |         |
| 1996 | EK indoor   | Stockholm | 3e        | hink-stap-springen | 16,74 m |
|      | OS          | Atlanta   | 5e        | hink-stap-springen | 16,97 m |
| 1997 | WK          | Athene    | 12e       | hink-stap-springen | 16,70 m |
| 1999 | WK indoor   | Maebashi  | 6e        | hink-stap-springen | 16,83 m |